# 飯高直人
飯高 直人（いいたか なおひと、1970年9月29日 - ）は、日本の実業家。プライムコンサルティング（中国）エンタープライズ株式会社代表取締役社長。
2011年に自転車で黄河源流経由での中国大陸横断を達成。

## 経歴
神奈川県横浜市に生まれる。1993年3月に桐蔭横浜大学工学部制御システム工学科卒業。4月にアズビル株式会社（旧：株式会社山武）入社。技術営業職8年間、計装提案営業を幅広い市場に対して行う。
2001年（30歳）にパーソルテンプスタッフ株式会社へ転職。インターナショナル事業部にて、在日外資系向けの人事ソリューションサービスを提供。2006年には35歳で中国法人設立の命を受けて現地総経理として赴任し、BPOビジネスの経営と同時に、同社のコンサルティング会社の経営も兼務する。
節目の40歳である2011年に子供の頃からの夢だった「自転車による中国横断」を実現するべく退職して中国8,000kmを走破。同年プライムコンサルティングを中国で創業。
2020年には新型コロナウイルス感染症（COVID-19）の影響により、活動が大きく制限される中、インターネットを利用したコミュニティを作れないかと考え、世界中で活躍する自身の知人達とオンラインによる集まり『語り場]』を企画。旧知の仲であるWEBプロデューサー兼WEBマーケターの才丸大介をはじめとする友人・知人の協力の元、立ち上げに成功。現在でも情報交換、発信の場として開催されている。
主なゲスト登壇者はお笑い芸人のぜんじろう、ディレクター/フォトグラファーの平林克己、ミュージシャンの斉藤慶一など。
2021年7月、自らの体験を元にした『自由の教科書』をコスミック出版より出版。帯の推薦文は『7つの習慣』の翻訳者である川西茂。

## 著書
- 『自由の教科書 夢を叶えた人だけが知っている8つの「捨てる技術」』2021年6月（コスミック出版）ISBN 978-4-7747-9229-3